# 大演奏会用独奏曲
大演奏会用独奏曲（独:Großes Konzert-Solo、仏:Grand Solo de Concert）ホ短調はフランツ・リストが1850年に作曲したピアノ曲。サール番号はS.176。ピアニスト・作曲家のアドルフ・フォン・ヘンゼルトに献呈された。
複雑な改訂を経ていることで知られる。まず、初版（S.175a）作曲後に改訂し（現在演奏されるのはこの版）、さらに1865年に2台ピアノ用に編曲して「悲愴協奏曲 "Concerto Pathétique"」（S.258）と命名し、そこからさらにピアノ協奏曲（S.365、弟子エドゥアルト・ロイスの編曲をリストが修正した版はS.365a）に編曲した。「悲愴協奏曲」以外の版は、レスリー・ハワードのリスト全集に収録されている。

## 内容
形式は有名なロ短調ソナタと同様に、ソナタ形式と多楽章形式を合わせたものに近く、いくつかの主題を循環の手法を用いてつかっている。『スケルツォとマーチ』と並んで、ソナタの前身作品のひとつとして注目されるリストの重要な作品のひとつである。演奏時間は演奏者によって異なるが15分から20分、あるいはそれ以上かかる大作だが、発表から150年以上経過した現在でもほとんど知られていない。そのためこの作品を普及させようと、一部のピアニストにより演奏会のプログラムに盛り込まれたり、CD音源化も少なからず進んでいる。
もともとはパリのコンセルヴァトワールのコンクール出品のために作曲されたものである。

## 演奏
現在は決定盤といえる音源は存在しないが、レスリー・ハワードのリスト全集第3巻に収録されているものが入手しやすく一般的である。

## 関連曲目
- ピアノソナタ ロ短調
- スケルツォとマーチ
- 巡礼の年